# Limmu
Il limmu (o līmum) era un funzionario assiro, che presiedeva le cerimonie di capodanno e il cui nome era utilizzato come eponimo per indicare l'anno.

## Le liste deilimmu
In Mesopotamia il capodanno si celebrava all'equinozio di primavera con cerimonie di grande importanza benaugurale. La funzione di presiedere al corretto svolgimento delle cerimonie era detta limmu e competeva al re o a un funzionario da lui delegato. Questi veniva estratto a sorte fra i principali esponenti della corte, della alta burocrazia e dell'esercito.
Le liste dei limmu per alcuni periodi, in particolare quelle per gli anni 1876-1780 e 858-699, sono giunte sino a noi in numerose copie scritte su tavolette cuneiformi. Per ogni anno viene indicato il nome del limmu, la sua funzione (ad esempio "governatore della tale provincia") e un importante evento che ha caratterizzato l'anno (una rivolta, un'eclisse, ecc.).
La tradizione voleva che lo stesso re venisse fatto limmu in uno dei suoi primi anni di regno. Ciò ha permesso di mettere in relazione la lista dei limmu con la Lista reale assira.

## Utilizzo in cronologia
Fin dalle prime scoperte di tavolette e loro traduzione, fu possibile utilizzarle per sincronizzare le cronologie di diversi popoli. Ad esempio già con le tavolette tradotte nel XIX secolo (in cui compare la distruzione di Samaria del 722 a.C.) fu possibile collegare la lista dei limmu con le genealogie dei re di Israele e di Giuda.